# Ходене по мъките
Вижте пояснителната страница за други значения на Ходене по мъките.
„Ходене по мъките“ (на руски: Хождение по мукам) е трилогия от романи на руския писател Алексей Толстой.
Поредицата включва три романа, издадени със значителна разлика във времето:
- „Сестри“ („Сёстры“, 1920)
- „Осемнадесета година“ („Восемнадцатый год“, 1928)
- „Навъсено утро“ („Хмурое утро“, 1941)

Сюжетът проследява живота на група руснаци от средната класа от началото на XX век до установяването на тоталитарния режим в страната в Междувоенния период. Написана в духа на социалистическия реализъм, тя донася на Толстой Сталинска награда през 1943 година.